# Humpheon
Humpheon war eine amerikanische Gewichtseinheit für Maismehl.
- 1 Humpheon = 800 Pfund = 362,88 Kilogramm